# Baron Oranmore i Browne
Baronowie Oranmore i Browne 1. kreacji (parostwo Irlandii)
- 1836–1860: Dominick Browne, 1. baron Oranmore i Browne
- 1860–1900: Geoffrey Dominick Augustus Frederick Guthrie-Browne, 2. baron Oranmore i Browne
- 1900–1927: Geoffrey Henry Browne, 3. baron Oranmore i Browne
- 1927–2002: Dominick Geoffrey Edward Browne, 4. baron Oranmore i Browne
- 2002 -: Dominick Geoffrey Thomas Browne, 5. baron Oranmore i Browne